# Бои за Мургану
Бои за Мургану (греч. Μάχη της Μουργκάνας) — две военные операции, проводившиеся греческой правительственной армией против коммунистических партизан на северо-западе Греции в горном массиве Мургана в феврале-апреле 1948 года.
Мургана — горный массив на северо-западе Греции и юге Албании с самой высокой точкой 1806 м — и окружающие его деревни были заняты силами коммунистической Демократической армии Греции (ДАГ) в конце 1947 года. Местность, пересеченная крутыми горными склонами и глубокими оврагами, идеально подходила для развития партизанской войны. Бойцы ДАГ создали две оборонительные дуги укреплений по всему периметру Мурганы, а на господствующих высотах за пределами оборонительного периметра установили передовые заставы. Район Мурганы обороняли четыре легких батальона Эпирского штаба ДАГ и отряд Сули.

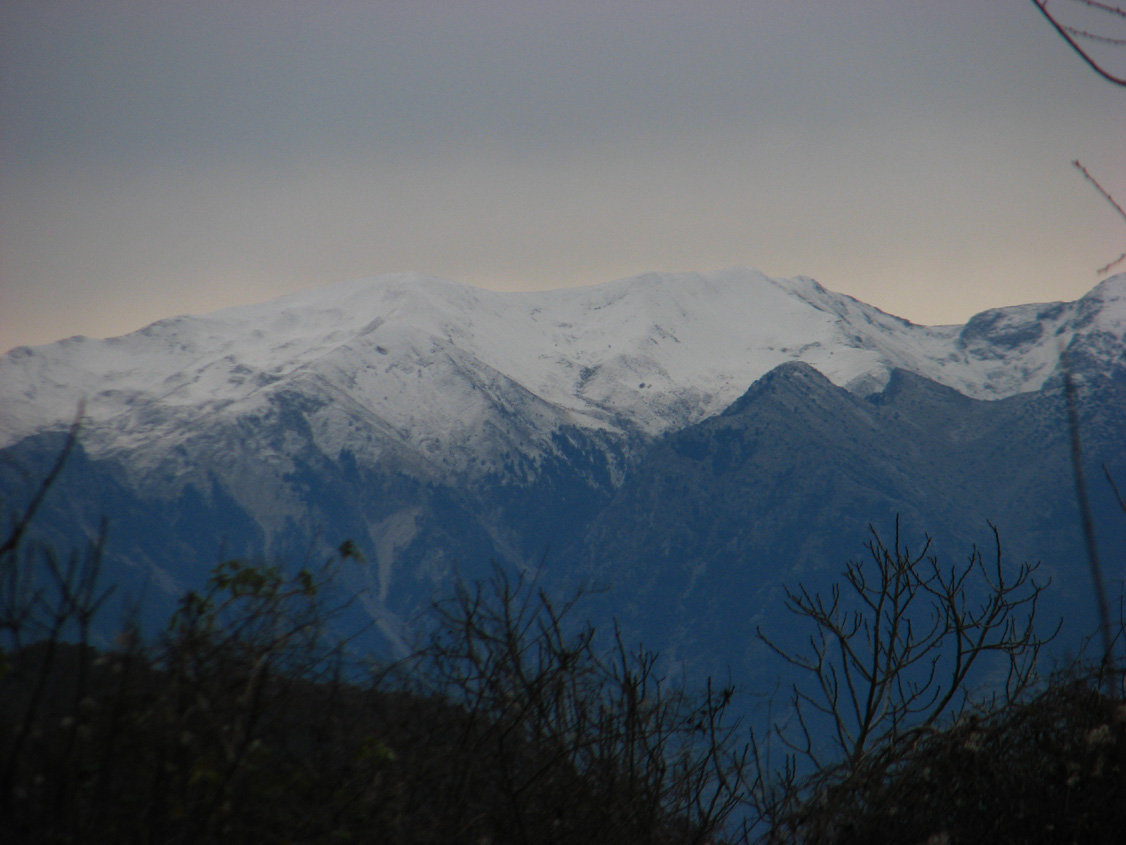
Горный массив Мургана зимой

Афинское командование, не предполагавшее о сильной обороне противника на Мургане, рассчитывало быстро разгромить находившиеся в этом районе партизанские отряды и 25 февраля двинуло в наступление 75-ю и 76-ю бригады, поддерживаемые артиллерией и авиацией. Началась так называемая операция «Пергамос». Завязались тяжелые бои. Отряды ДАГ, умело используя местность, измотали противника, а в ночь на 5 марта перешли в контрнаступление и сильным ударом опрокинули 76-ю бригаду и разгромили 611-й батальон. Правительственные войска понесли значительные потери и отступили на исходные позиции, оставив на поле боя большое количество вооружения. Первое наступление на Мургану завершилось 8 марта, не достигнув поставленной цели.
Вскоре после провала плана «Пергамос» в Янину прибыл американский генерал-лейтенант Ван Флит, руководитель СОИПЕ — группы военных советников США, который сказал командованию 8-й дивизии: «Как можно оставить эту занозу в теле армии? Дело Мурганы обязательно должно закончиться победой». Командование 8-й дивизии подготовило операцию «Иеракс». Понимая серьезность ситуации, верховное командование перебросило из Загори и Мецово дополнительно семь батальонов. 28 марта силами трех бригад и нескольких отрядов коммандос при поддержке 20 артиллерийских орудий и крупных сил авиации правительственные войска начали операцию «Иеракс». Несмотря на то что артиллерия и авиация буквально сожгла поселок Черовеци, партизаны держались стойко, и противнику так и не удалось преодолеть их оборону. ДАГ парировала все атаки и контратаковала сама, нанеся противнику тяжелые потери. Не добившись успеха, 9 апреля греческое командование прекратило операцию «Иеракс».
Правительство Софулиса—Цалдариса, а также американская военная миссия были крайне недовольны генштабом и командованием войск. Они объясняли провал двух операций недостатками их планирования и осуществления. В результате 9 генералов были отстранены от занимаемых постов.